# William Hulbert
William Ambrose Hulbert (Burlington, 23 ottobre 1832 – Chicago, 10 aprile 1882) è stato un dirigente sportivo statunitense, introdotto nella National Baseball Hall of Fame nel 1995.

## Biografia
Hulbert fu un sostenitore dei Chicago White Stockings (in seguito Chicago Cubs) della National Association dalla loro fondazione nel 1871. In seguito divenne loro dirigente nel 1974 quando la squadra riprese a giocare dopo due stagioni a causa del Grande incendio di Chicago e ne assunse la presidenza l'anno successivo. Fu anche per breve tempo presidente della National Association aiutando la lega a darsi una struttura e un'organizzazione definite. Dalla Association nacque l'attuale National League di cui fu presidente dal 1977 alla sua morte nel 1882. Fu anche un convinto fautore del portare onestà nel circuito professionistico, squalificando a vita quattro giocatori che si erano contraddistinti per avere infranto le regole